# Tutinha
Antônio Augusto Amaral de Carvalho Filho, conhecido como Tutinha (São Paulo, 17 de março de 1956), é um empresário do ramo de comunicações brasileiro.
Foi presidente do Grupo Jovem Pan até 9 de janeiro de 2023, quando pediu a renúncia do cargo, assumido pelo então CEO do grupo, Roberto Araújo.

## Biografia
Antônio Augusto Amaral de Carvalho Filho é filho de Antônio Augusto Amaral de Carvalho, conhecido como Tuta, e neto de Paulo Machado de Carvalho.
Aos 20 anos de idade, no ano de 1976, assumiu a diretoria da Jovem Pan FM. Permaneceu no cargo até assumir a presidência.
Foi criador do programa Pânico na TV junto com Emílio Surita e Marcos Chiesa, sendo que esse é predecessor do radiofônico da Rádio Jovem Pan.
Em entrevista para a Revista Playboy declarou que é desafeto do apresentador Milton Neves por sua ingratidão para com emissora de rádio Jovem Pan.
Em 9 de maio de 2022, foi condecorado na ALESP com o Colar de Honra ao Mérito Legislativo, devido aos seus trabalhos pela defesa da liberdade de expressão.

## Vida pessoal
Tutinha foi casado com a joalheira Flávia Eluf, de 2005 a 2015, com quem teve duas filhas e com quem manteve, após o divórcio, uma sucessão de brigas judiciais e acusações, incluindo agressão a funcionários e traição.